# One More Night (End of the Worldの曲)
『One More Night』（ワン・モア・ナイト）は、日本のバンド・SEKAI NO OWARIの海外プロジェクト・End of the Worldの1作目の配信デジタルシングルである。

## 概要
- 日本を除く諸外国のiTunes StoreやAmazon Musicなどのデジタルミュージックストアで購入できるほか、Apple Musicに代表される定額制音楽ストリーミングサービスでも聴くことができる。また、SoundCloudでもリミックスを含むすべてのバージョンを聴くことができる。
- 日本においては、定額制音楽ストリーミングサービスのなかでもSpotifyのみで聴くことができる。
- 通常バージョンと5つのリミックスバージョンの合計6種類存在する。

## 収録曲

### One More Night
1. One More Night
2017年4月28日発売。YouTubeにミュージックビデオがあり、親交のあるバンド・DNCEが出演している[1]。

### One More Night (Tep No Remix)
1. One More Night (Tep No Remix)
2017年6月9日発売。カナダのトラックメイカーTep Noによるリミックス。

### One More Night (Grey Remix)
1. One More Night (Grey Remix)
2017年6月23日発売。兄弟でデュオを組んでいるアメリカのエレクトリックミュージックグループ・Greyによるリミックス。

### One More Night (Ryan Riback Remix)
1. One More Night (Ryan Riback Remix)
2017年7月7日発売。オーストリアに拠点を置く音楽家Ryan Ribackによるリミックス。

### One More Night (Mako Remix)
1. One More Night (Mako Remix)
2017年7月21日発売。

### One More Night (Steerner Remix)
1. One More Night (Steerner Remix)
2017年8月4日発売。スウェーデン出身のDJ兼音楽プロデューサーのSteernerによるリミックス。

### One More Night (Remixes)
1. One More Night (Tep No Remix)
2. One More Night (Gray Remix)
3. One More Night (Ryan Riback Remix)
4. One More Night (Mako Remix)
5. One More Night (Steerner Remix)
2017年8月18日発売。すべてのリミックスが収録されている。